# 2006 في السعودية
تحتوي هذه المقالة على أهم الأحداث التي شهدتها السعودية في 2006، والذي يوافق 01 ذو الحجة 1426 / 10 ذو الحجة 1427 هـ، إضافة إلى أهم الشخصيات السعودية التي وُلدت أو تُوفيت في هذه السنة.

## السياسة

### الحكم
الملك: عبد الله بن عبد العزيز آل سعود

### تعيينات
- تعيين خالد بن عبدالعزيز التويجري أمينا عاما لهيئة البيعة.

#### يونيو
- خالد بن عبد الله الملحم، مدير عام للمؤسسة العامة للخطوط الجوية العربية السعودية.[1]

### إعفاءات

#### يونيو
- خالد بن بكر، مدير عام المؤسسة العامة للخطوط الجوية العربية السعودية.[1]

## أحداث

### يناير
- وفاة 346 حاجاً إضافة إلى 289 جريحاً في تدافع قرب جسر الجمرات في ثاني أيام التشريق، وقد وقع بسبب تساقط أمتعة للحجاج من أعلى حافلات كانت تسير في مكان الحادث.

### فبراير
- كارثة في سوق الأسهم السعودية حيث فقد المؤشر 50% من قيمته كما فقدت معظم المتداولين السعوديين 75% من رؤوس أموالهم منذ فبراير وحتى مارس فيما يعرف بكارثة يوم الثلاثاء الأسود يوم 14-3-2006.
- إحباط هجوم بسيارتين مفخختين على مصفاة بقيق للنفط.[2]
- 3: غرق عبارة السلام 98.

### يونيو
- 13: تأسيس مدينة الأمير عبد العزيز الاقتصادية.

### يوليو
- 23: وزير التعليم العالي خالد بن محمد العنقري يقوع بمقر جامعة الطائف عقودًا لإنشاء كليات في منطقتي الباحة وجازان بتكلفة تجاوزت 475 مليون ريال .[3]
- 23: إنشاء جامعة للعلوم والتقنية في محافظة الطائف بتكلفة 10 مليار .[3]
- 24: دشن وزير الصحة حمد بن عبدالله المانع أكبر نظام ناقل هوائي في الشرق الاوسط و نظام متكامل معلوماتي صحي للأرشفة الإلكترونية (باكس) في مدينة الملك فهد الطبية.
- 25: زيارة الملك عبدالله بن عبدالعزيز آل سعود إلى منطقة الباحة .

### أغسطس
- 6: زيادة المكافأة الشهرية للمبتعثين في الخارج بنسبة 15% .[4]
- 7: الأمير متعب بن عبدالعزيز وزير الشوون البلدية والقروية يوقع عقد مشروع عملية تصريف مياه الأمطار القادمة من وادى البرود بمنطقة الشرائع مع احدى المؤسسات الوطنية بقيمة بلغت 25 مليون و441 الفا و440 ريال كما وقع سموه عقود لثمانية عشر مشروعا بلديا في كل من العاصمة المقدسة والمدينة المنورة و الرياض ومحافظة جدة والمنطقة الشرقية بمبلغ اجمالي قدره 411 مليون ريال .[4]
- 7: شركة الزيت العربية السعودية ( ارامكو السعودية ) من اكتشاف حقل جديد للغاز جنوب حقل الغوار في المنطقة الشرقية .[4]
- 13: سيرت المملكة العربية السعودية 30 شاحنة متوجهة عن طريق البر الى لبنان تحمل على متنها 660 طنا من المواد الغذائية والطبية مساعدات للبنانيين.وتتضمن المساعدات 580 طنا من المواد الغذائية و80 طنا من الأدوية الطبية بالإضافة إلى سيارة إسعاف وجرافة .[5]
- 17: المملكة العربية السعودية تشتري 72 طائرة تايفون من بريطانيا والبدء في الالتزامات المتعلقة بالخطة الصناعية لنقل وتوطين التقنية والاستثمار في مجال الصناعات الدفاعية في المملكة العربية السعودية .
- 18: حقق العداء السعودي بندر شراحيلي الميدالية الفضية والمركز الثاني في نهائي 400 م حواجز ضمن بطولة العالم ال11 االتي أقيمت في العاصمة الصينية بكين وحقق ايضًا إنجاز زمني جديد بلغ 50.34 ثانية متجاوزًا رقمه الأخير البالغ 50.83 ثانية .
- 27: إقامة حفل افتتاح فعاليات المؤتمر العلمي الاقليمي في مجال رعاية الموهوبين الذي تنظمه مؤسسة الملك عبدالعزيز ورجاله لرعاية الموهوبين في فندق هيلتون جدة تحت عنوان (رعاية الموهوبين تربية من اجل المستقبل ) بمشاركة اكثر من 1500 خبير وباحث مهتم بالموهبة والموهوبين من داخل المملكة وخارجها.[6]

### سبتمبر
- 7: وافقت حكومة المملكة العربية السعودية على تخصيص 10 ملايين دولار امريكي لتأمين مواد غذائية لمساعدة المتضررين من المجاعة في عدد من دول الساحل الافريقي.
- 10: إقامة مسابقة الملك عبدالعزيز الدولية الثامنة والعشرين لحفظ القرٍآن الكريم وتلاوته وتفسيره بفندق انتركونتيننتال في مكة المكرمة.[7]
- 11: السعودية تقوم بتمويل مشروع بناء مائة وحدة سكنية في مدينة الخليل بالضفة الغربية لإسكان الأرامل والمطلقات الفلسطينيات الفقيرات بتكلفة إجمالية قدرها 6.300.000 دولار .[7]
- 11: بدأت وزارة المالية بتنفيذ مشروع تسديد رسوم الخدمات الحكومية الكترونيا وذلك عن طريق ربط الجهات الحكومية مع نظام سداد للمدفوعات التابع لمؤسسة النقد العربي السعودي .[7]
- 18: حققت الخطوط الجوية العربية السعودية لاول مرة في تاريخها انجازًا جديدًا يتمثل في نقل اكثر من مليون راكب خلال شهر اغسطس 2006 م وذلك على متن 13140 رحلة مجدولة واضافية وهو أعلى معدل لنقل الركاب خلال شهر واحد في تاريخ المؤسسة.[8]
- 26: إنشاء ثلاث كليات بمنطقة نجران تتبع لجامعة الملك خالد. وهي كلية العلوم وكلية العلوم التطبيقية وكلية علوم الحاسب الالي.[9]

### أكتوبر
- 14: تقديم الملك عبد الله بن عبد العزيز آل سعود تبرعا بمبلغ عشرة ملايين ريال لحملة التبرعات الشعبية التي اطلقها التلفزيون السعودي اليوم لمساعدة ايتام ومتضرري زلزال تسونامي .[10]
- 20: إنشاء هيئة البيعة السعودية.
- 23: افتتاح مبنى القشلة الاثري بمنطقة حائل الذي يفتتح لاول مرة بعد ترميمه امام الزائرين في منطقة حائل وخارجها ويشتمل على اكبر مبنى اثري قائم في الجزيرة العربية.[11]
- 29: توقيع عقد بين شركة ارامكو السعودية وشركة فوستر ويلر الامريكية في الظهران لتطوير مشروع تطوير حقل منيفة النفطي .[11]

### نوفمبر
- 1: إنشاء نادي أدبي وفرع لجمعية الثقافة والفنون في منطقة نجران.[11]
- 4: تحويل منزلي الرفاعي الأثريين في جزيرة فرسان والأراضي المحيطة بهما إلى مركز ثقافي يشتمل على مكتبة عامة.[12]
- 19: افتتاح أعمال الندوة العالمية السادسة لدراسة تاريخ الجزيرة العربية بعنوان ( الجزيرة العربية من بداية القرن الخامس وحتى نهاية القرن السابع الهجري) التي تنظمها جامعة الملك سعود وذلك بقاعة المؤتمرات والندوات بالمدينة الجامعية في الدرعية.[13]
- 27: اكتشاف حقل جديد للغاز جنوب حقل الغوار في المنطقة الشرقية من المملكة العربية السعودية , حيث بدأ تدفق الغاز من بئر ( نجيمان ـ 1 ) بمعدل 30 مليون قدم مكعبة قياسية في اليوم.[14]
- إنتاج كيف الحال، أول فيلم سعودي بميزانية ضخمة.

### ديسمبر
- 2: فازت الشركة السعودية للصناعات الأساسية (سابك) بجائزة شركة البتروكيماويات العالمية الأفضل لعام 2006م جاء ذلك في اعلان لشـركة (بلاتس) العالمية المتخصصة في مجال المعلومات المتعلقة بصناعة الطاقة وقد تسلمت (سابك) الجائزة في احتفال أقيم ً في (نيويورك) بالولايات المتحدة الأمريكية بحضور ممثلين لكبريات شركات الطاقة العالمية .[15]
- 9: افتتاح اجتماعات الدورة السابعة والعشرين للمجلس الأعلى لمجلس التعاون لدول الخليج العربية والتي سميت بقمة جابر بقصر الدرعية بالرياض .[16]
- 18: صدور ثلاثة مراسيم ملكية بشأن الميزانية العامة للدولة للسنة المالية 1427 / 1428 هـ.[17]
- 27: حصلت شركة ارامكو للسنة الثامنة عشرة على التوالي المركز الأول بين شركات البترول حول العالم وذلك وفقاً لأحدث تصنيف وضعته نشرة بتروليوم انتيليجينس ويكلي المتخصصة في الطاقة .[18]

## وفيات
- فهد بن سعود بن عبد العزيز آل سعود، أكبر أبناء الملك سعود.
- عبد الله الخزيم، ممثل سعودي.

### يونيو
- 10: ياسر الزهراني، معتقل سعودي توفي في سجن غوانتانامو.[19]